# Zorzines karsholti
Zorzines karsholti là một loài bướm đêm trong họ Noctuidae.